# Ghostgirl
 (août 2009).
 (mars 2019).
Si vous disposez d'ouvrages ou d'articles de référence ou si vous connaissez des sites web de qualité traitant du thème abordé ici, merci de compléter l'article en donnant les références utiles à sa vérifiabilité et en les liant à la section « Notes et références ».
Ghostgirl est le premier roman de Tonya Hurley, metteuse en scène à Hollywood. 
Les suites, Homecoming et Lovesick, sont sorties aux États-Unis en 2009 et 2010.

## Résumé
Vivante, Charlotte est une lycéenne timide, invisible et totalement à côté de la plaque... Morte, Charlotte est un fantôme doté de pouvoirs surnaturels !
Tenant sa revanche, elle fait tout pour que le garçon le plus canon du lycée tombe amoureux d'elle, quitte à employer des moyens peu orthodoxes qui feront tourner en bourrique tous ceux qui croiseront son chemin.